# جو هاتشینگ
جو هاتشینگ (انگلیسی: Joe Hutshing) یک تدوین‌گر اهل ایالات متحده آمریکا است. وی در سال ۱۹۸۰ از دانشگاه اورگن فارغ‌التحصیل شده است

## جوایز
- جایزه اسکار بهترین تدوین فیلم (۱۹۸۹)
- جایزه اسکار بهترین تدوین فیلم (۱۹۹۱)
- جایزه بفتا بهترین تدوین فیلم (۱۹۹۲)

## بخشی از فیلم‌شناسی
- متولد چهارم ژوئیه (۱۹۸۹)
- درها (۱۹۹۱)
- جی‌اف‌کی (۱۹۹۱)
- پیشنهاد بی‌شرمانه (۱۹۹۳)
- بوسه فرانسوی (۱۹۹۵)
- پیکان‌های شکسته (۱۹۹۶)
- جری مگوایر (۱۹۹۶)
- آسمان وانیلی (۲۰۰۱)
- یکی باید کوتاه بیاید (۲۰۰۳)
- شاه‌کلید (۲۰۰۵)
- تعطیلات (۲۰۰۶)
- شیرها برای بره‌ها (۲۰۰۷)
- پیچیده است (۲۰۰۹)
- دبلیو (۲۰۰۸)
- توریست (۲۰۱۰)